# Istme

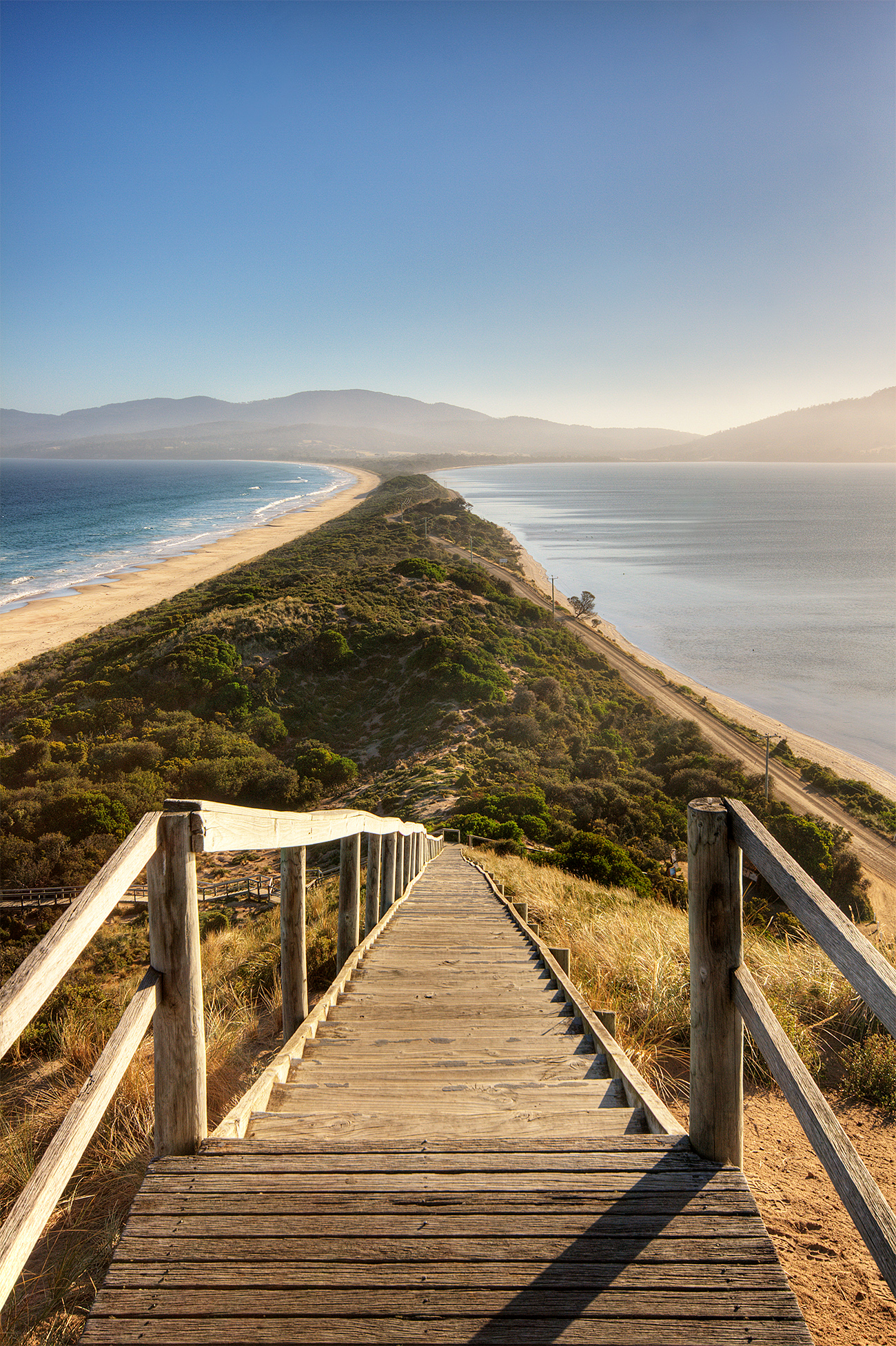
Istme que connecta les parts nord i sud de l'illa Bruny, a Tasmània, Austràlia.

Un istme (del grec ισθμός, isthmos) és un tros estret de terra que connecta dues àrees més grans a través d'una extensió d'aigua per la qual d'altra manera estan separades. Un tòmbol és un istme que consisteix en un espit o barra, i un estret és la contrapartida marina d'un istme, essent un tram estret de mar entre dues masses de terra que connecta dues masses d'aigua més grans.
En ésser l'única ruta terrestre que els uneix el seu control es considera de gran valor estratègic militar i comercial. En temps moderns la majoria d'istmes són travessats per canals construïts per l'home a fi d'evitar grans marrades en les rutes marítimes, obrint pas directe entre els mars que l'istme separa. El terme també és utilitzat per referir-se a la unió o estrenyiment que separa 2 objectes de qualsevol tipus. Per exemple, en anatomia, l'istme de la gola.

## Diferència amb pont terrestre i península

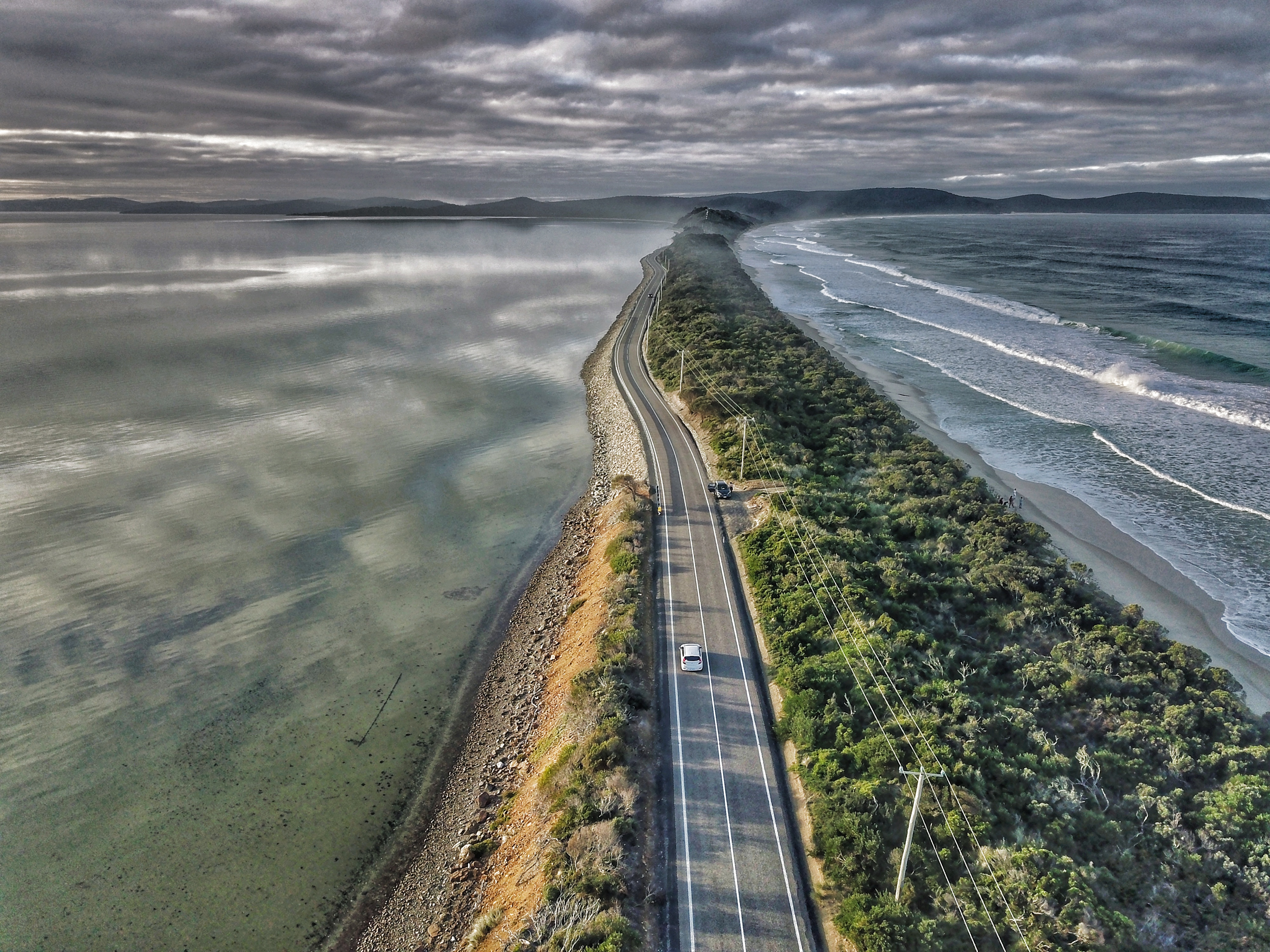
Perspectiva aèria de l'istme de l'illa Bruny

Istme i pont terrestre són termes relacionats, i istme té un significat més ampli. Un pont terrestre és un istme que connecta les principals masses terrestres de la Terra. El terme pont terrestre s'utilitza habitualment en biogeologia per descriure les connexions terrestres que solien existir entre continents en diverses èpoques i que eren importants per a la migració de persones, així com per diverses espècies d'animals i plantes, com per exemple els ponts terrestres de Beringia i Doggerland.
Un istme és una connexió terrestre entre dues masses de terra més grans, mentre que una península és més aviat una protuberància terrestre que està connectada a una massa de terra més gran només per un costat i envoltada d'aigua per tots els altres costats. Tècnicament, un istme pot tenir canals que van de costa a costa (per exemple, el Canal de Panamà), i així es podria dir que s'assembla a dues penínsules; tanmateix, els canals són artificials i aquesta característica els distingeixen dels estrets.

## Istmes principals

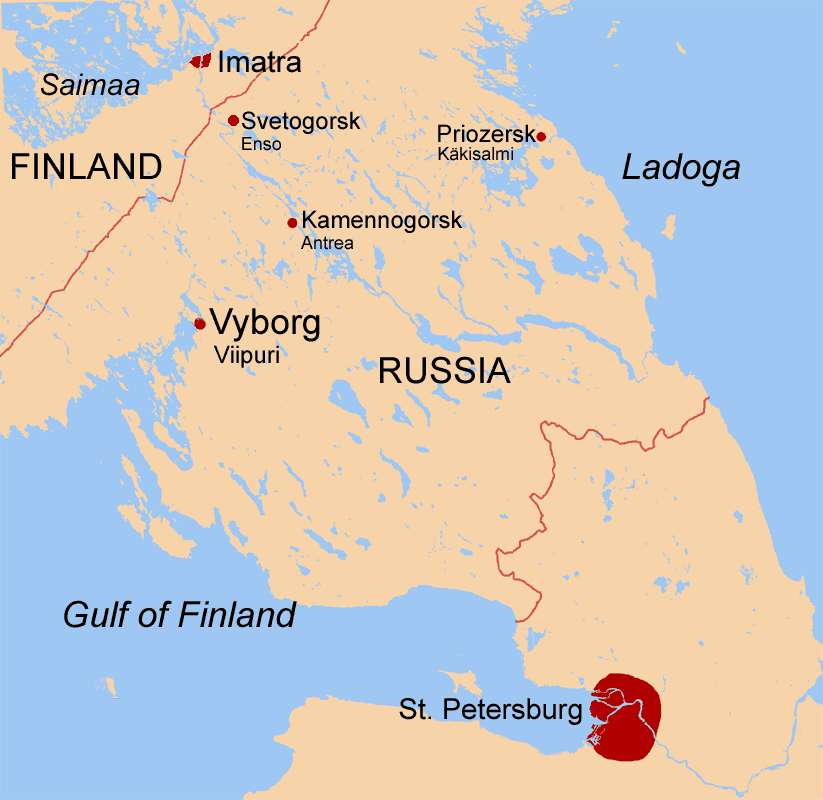
Istme de Carélia a Rússia, que es troba entre el golf de Finlàndia i el llac Ladoga

Entre els principals istmes del món, a Amèrica cal destacar l'istme de Tehuantepec o també l'istme de Panamà, que uneix els continents de l'Amèrica del Nord i l'Amèrica del Sud i és travessat pel canal de Panamà, de gran importància històrica. A Àsia sobresurt l'istme de Kra al sud-est asiàtic continental o l'istme de Perekop, que uneix la península de Crimea amb la resta del continent europeu. Les ciutats d'Auckland, Manila i Seattle es troben en istmes.
A Europa hi ha l'istme de Suez entre el nord d'Àfrica i l'Àsia occidental, i l'istme de Carèlia a Europa. Els istmes que han tingut més importància històricament són l'istme de Corint que uneix la península del Peloponès amb l'Àtica a Grècia i l'istme de Catanzaro a Itàlia. A Europa també hi ha l'istme de Gibraltar.
Als Països Catalans, destaca, a Formentera, ses Clotades, l'istme que uneix la Mola a la resta de l'illa. També hi ha l'istme del Trabucador a Aulet, al Delta de l'Ebre.

## Canals
Els canals es construeixen sovint a través d'istmes, on poden ser una drecera especialment avantatjosa per al transport marítim. Per exemple, el canal de Panamà inaugurat el 1915 travessa l'istme de Panamà, connectant els oceans Atlàntic Nord i el Pacífic. El 1869 es va inaugurar el canal de Suez connecta el mar Mediterrani i el mar Roig, travessant el costat occidental de l'istme de Suez, format per la península del Sinaí. També és rellevant el canal de Crinan inaugurat el 1801 que travessa l'istme entre el llac Crinan i el llac Gilp, que connecta la península de Kintyre amb la resta d'Escòcia. Un altre exemple és el canal Welland a la península del Niàgara (tècnicament un istme). Connecta el llac Ontario amb el llac Erie.